# Cavaleiro Fantasma
Cavaleiro Fantasma refere-se a vários personagens de quadrinhos, sendo o mais conhecido o heroico pistoleiro combatente do crime no Velho Oeste cujo nome é "Phantom Rider", publicado pela Marvel Comics. Esse personagem no original era chamado antes de Ghost Rider e foi mudado com o surgimento do super-herói "Ghost Rider" (Motoqueiro Fantasma no Brasil). No Brasil, houve uma revista de faroeste chamada Cavaleiro Fantasma, publicada pela RGE, mas referia-se a outro personagem, um caubói mascarado (Phantom Ranger, de origem australiana).  As histórias clássicas do personagem que primeiro usou o nome de "Ghost Rider" (da Magazine Enterprises) foram publicadas no Brasil sob o título de "Fantasma Vingador.

## História da Publicação

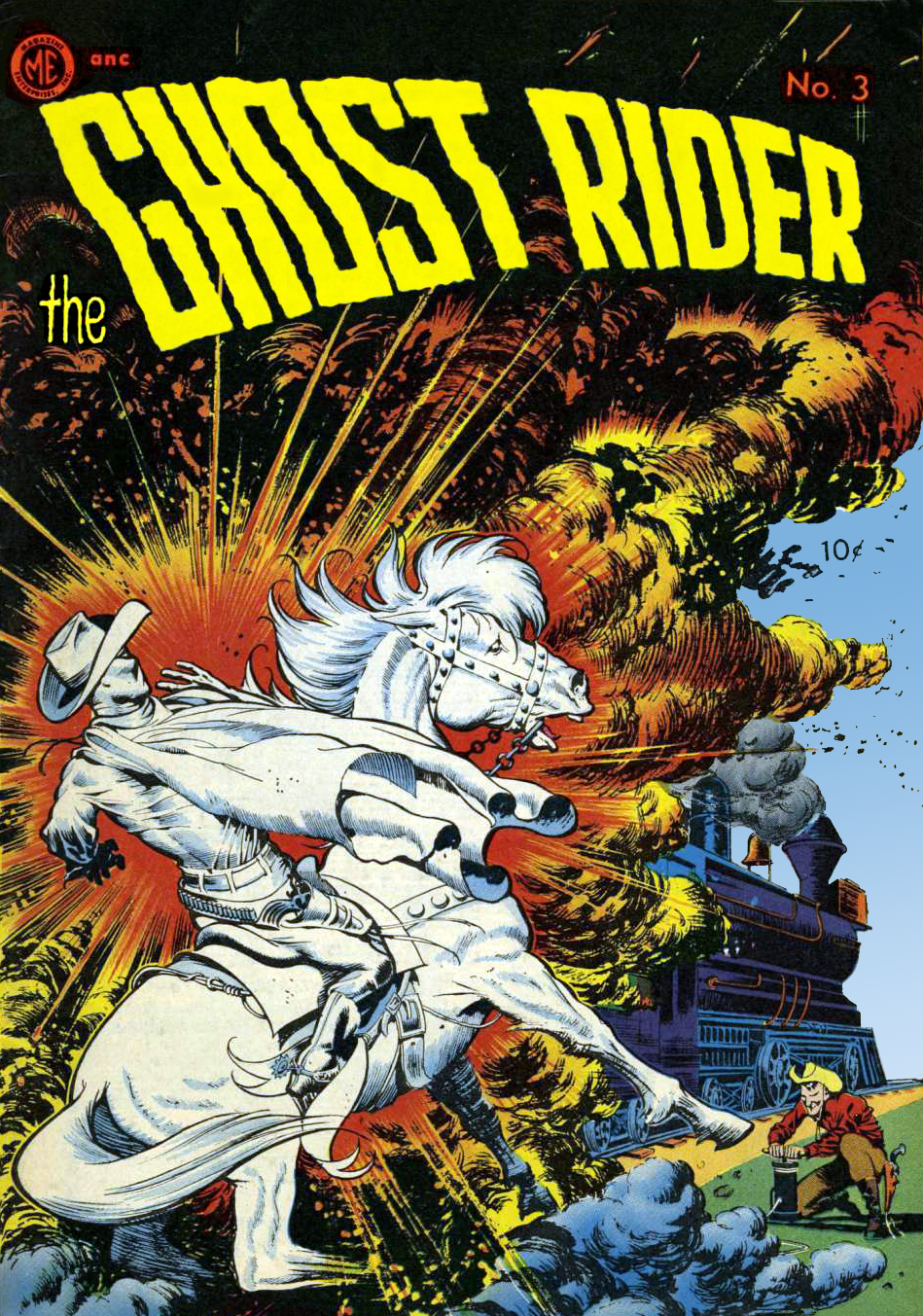
Ilustração espetacular da capa do Ghost Rider número 3 pelo incomparável Frank Frazetta. Publicado pela Magazine Enterprises, 1951.

O primeiro Ghost Rider da Marvel tinha o visual baseado em personagem publicado pela Magazine Enterprises, criado pelo escritor Ray Krank e pelo desenhista Dick Ayers para o editor Vincent Sullivan na revista Tim Holt #11 (1949). O personagem associava temas de horror com histórias de faroeste nas revistas Tim Holt, Red Mask e A-1 Comics até o aparecimento do Comics Code. Depois que os direitos sobre o nome do Cavaleiro foram esquecidos, a Marvel Comics lançou seu próprio personagem, com a mesma aparência clássica. Foi na revista Ghost Rider #1 (fevereiro de 1967), escrito por Roy Thomas e Gary Friedrich e com o ilustrador do original, Dick Ayers. Após o término da série na revista #7 (novembro de 1967), o personagem reapareceria em Western Gunfighters nos anos de 1970 que trazia também republicações das aventuras originais com o título The Original Ghost Rider Rides Again. ("O original Cavaleiro Fantasma cavalga novamente"). Com a introdução do Motoqueiro Fantasma que usava o mesmo nome de Ghost Rider, a Marvel mudou o nome do herói do faroeste para, primeiro Night Rider (Cavaleiro da Noite, que não foi bem aceito pois esse era o apelido dado no sudeste dos Estados Unidos aos membros da Ku Klux Klan) na republicação da série em 1974-1975. Depois surgiu o nome de Phantom Rider. Segundo a cronologia da Marvel, cinco homens adotaram o nome de Phantom Rider ou Cavaleiro Fantasma, sendo que um deles encontra-se ativo nos dias atuais.
Os personagens antigos da Magazine Enterprises, inclusive a versão antiga do Cavaleiro Fantasma, foram republicados pela AC Comics nos anos de 1980. Com a perda do direito do nome do personagem, a AC o chamou de Haunted Horseman (Cavaleiro Mal-Assombrado), enquanto a Marvel continuou com o nome Ghost Rider.

## Os cavaleiros

### Carter Slade
Carter Slade foi o primeiro a usar o nome de Cavaleiro Fantasma na revista Ghost Rider #1 (fevereiro de 1967). Ele combatia o mal vestido com um fosforescente uniforme branco, completado com uma máscara sem-rosto, capa e um chapéu branco. Ele ganhou seu cavalo branco (deu-lhe o nome de "Banshee"), seu pó fosforecente e outros truques de Flaming Star ("Estrela Flamejante"), um feiticeiro nativo americano. Ele nunca foi chamado de Phantom Rider nas aventuras originais. Na continuidade da Marvel, Slade só teve esse nome após a sua morte, quando suas aventuras foram recontadas.
O espírito de Carter Slade apareceu nos dias atuais para ajudar o Motoqueiro Fantasma (Johnny Blaze). A ideia foi usada no filme Ghost Rider, quando um personagem similar ao Cavaleiro Fantasma foi interpretado por Sam Elliott.

### Jamie Jacobs e Lincoln Slade
Após a morte de Slade em Western Gunfighters #7 (janeiro de 1972), seu parceiro Jamie Jacobs se tornou o segundo Cavaleiro Fantasma. Ele foi rapidamente assassinado em ação, o que fez com que o irmão de Slade, o delegado federal Lincoln Slade se tornasse o terceiro Cavaleiro Fantasma. Lincoln Slade enlouqueceu a ponto de usar suas poções para controlar mentes e atacar a Vingadora Hárpia que viajava no tempo. Com a poção tornada sem efeito, Hárpia lutou contra Slade e o derrotou. Slade acabou morrendo em seguida.

### Reno Jones
Na minissérie Blaze of Glory , o pistoleiro afro-americano Reno Jones usou o disfarce do Cavaleiro Fantasma contra o mercenário aliado da Klan Nightriders. Jones tinha sido parceiro de Kid Cassidy, quando a dupla era chamada de Gunhawks. Ele acreditava que Cassidy tinha morrido até ter sido revelado nessa história que ainda estava vivo. Depois da luta contra os Nightriders, Reno se aposentou.

### Hamilton Slade
Nos dias atuais, um distante parente de Lincoln Slade chamado Hamilton Slade, trabalhava como arqueólogo num sítio no qual havia restos do seu lendário ancestral, conforme aventura na revista #56 do Ghost Rider (Motoqueiro Fantasma). Ao desenterrar relíquias de seus ancestrais, ele foi possuído pelos espíritos deles, tornando-se uma nova versão do Cavaleiro Fantasma. Posteriormente uniu-se ao Tornado, Estrela Prateada, Asa de Fogo e Lobo Vermelho contra o Hulk, juntando-se ao grupo dos Guardiões do Deserto.

### J.T.
Nick Fury recrutou o neto de Carter Slade, J.T., que surgiu na revista The Mighty Avengers #13, e o fez membro do time que lutou nas "Invasões secretas" contra os  Skrulls. Ele tinha reflexos ampliados e habilidades de incendiário. Após a revista Secret Invasion #4 (setembro de 2008), J.T. começou a ser chamado de "Hellfire" (literalmente, Fogo do Inferno).

## Adaptações
- No filme de 2007 Ghost Rider, o ator Sam Elliott interpreta Carter Slade, também conhecido como Caretaker segundo os créditos (traduzido em português para Coveiro). Mas Caretaker é um personagem diferente, nos quadrinhos. Na versão do filme, Slade é o predecessor de Johnny, com 150 anos de idade e amaldiçoado por Mefisto. Ao chegar aos dias atuais, Slade esperava a chegada do novo Ghost Rider que o livraria da maldição. Com pouca semelhança com o atual Cavaleiro Fantasma, no filme sua aparência é a de um caubói-esqueleto, cavalgando um cavalo com idêntico aspecto.
- No vídeo game Marvel: Ultimate Alliance, o uniforme do Cavaleiro Fantasma é uma da formas em que aparece o Motoqueiro Fantasma. Quando enfrenta versões alternativas de outros heróis (como o Homem de Ferro que aparece como o Máquina de Combate, a equipe é referida como "Identidades Alternativas").
- No universo de Amálgama, onde os personagens da Marvel Comics e da DC Comics são misturados e aparecem como novos heróis, Carter Slade foi combinado com Jay Garrick, o primeiro Flash.